# Лессель, Винценты

Герб рода Лесселей

Винценты Фердинанд фон Лессель (пол. Wincenty Ferdynand Lessel ; 1750, Йилове-у-Праги, Богемия, Австрийская империя — после 1825, Пулавы, Царство Польское, Российская империя) — польский композитор и капельмейстер чешского происхождения.
Отец композитора и пианиста Францишека Лесселя, одного из лучших учеников Й. Гайдна.

## Биография
Представитель дворянского рода герба Грабе.
Музыкальное образование получил в Дрездене под руководством Карла Диттерса фон Диттерсдорфа и Иоганна Адама Хиллера. С 1766 по 1780 год был скрипачом Королевской часовни. В 1780 году приехал и натурализировался в Польше.
Приехав в Польшу, имел большие планы, которые фокусировались не только на музыке. Он хотел создать фабрику по производству уксуса и минеральных вод, торговать музыкальными инструментами (пианино) и организовать школу для органистов. Более того, он также интересовался ботаникой и биологией. Позже он станет известен, как обладатель великолепной ботанической коллекцией, а также как специалист по лечению болезней с помощью животного магнитизма (метод Месмера).
До 1811 года служил капельмейстером, придворным музыкантом, педагогом, реставратором инструментов в различных польских шляхетских домах, таких как, у князей Чарторыйских.
Занимался музыкальным воспитанием (клавесин и фортепиано) детей графини Изабеллы Чарторыйской. Позже организовал оркестр в усадьбе Чарторыйских и стал руководителем придворного оркестра.
Предпочитал проводить время среди варшавской музыкальной элиты, разделявшей его интересы, благодаря которым он мог освободиться от узости придворных музыкальных вкусов.
В. Лессель создал коллекцию для Общества религиозной и национальной музыки.
С 1811 года служил органистом в Пулавах.
Кроме многочисленных фортепианных и клавесинных пьес для четырёх рук, В. Лессель создал несколько прелюдий для органа, полонезы для оркестра, а также десять опер и оперетт на сюжеты из польской истории (ныне все утеряны).

## Избранные сочинения
Сценические произведения
- Matka Spartanka, опера (1787)
- Troiste wesele, опера (1787)
- Cyganie, опера (1787)
- Piast, опера (1800)
- Płotka, оперетта (1802)
- Dwaj strzelcy i mleczarka, оперетта (1804)
- Pantomima (1805)
- I plotka czasem sie przyda (1805)
- Dworek na gościńcu, оперетта (1818)
- Pielgrzym z Dobromila, опереттаa (1819)
- Przjazd pozadany (1820)[2]

Другие произведения
- Polonaise pour le clavecin (1780)
- Ariette pour le Clavecin ou pianoforte (1800)
- Polonez B-dur na fortepian (1805)
- Pieśń do Boga
- Do Ciebie Panie wznosim nasze prośby (песня)